# Libellula luctuosa
Libellula luctuosa е вид водно конче от семейство Libellulidae. Видът не е застрашен от изчезване.

## Разпространение
Разпространен е в Канада (Квебек, Нова Скотия и Онтарио), Мексико (Дуранго, Сонора и Чиуауа) и САЩ (Айова, Алабама, Аризона, Арканзас, Вашингтон, Вашингтон, Вирджиния, Върмонт, Делауеър, Джорджия, Западна Вирджиния, Илинойс, Индиана, Калифорния, Канзас, Кентъки, Колорадо, Кънектикът, Луизиана, Масачузетс, Мейн, Мериленд, Минесота, Мисисипи, Мисури, Мичиган, Монтана, Небраска, Ню Джърси, Ню Йорк, Ню Мексико, Ню Хампшър, Оклахома, Орегон, Охайо, Пенсилвания, Род Айлънд, Северна Дакота, Северна Каролина, Тексас, Тенеси, Уисконсин, Южна Дакота и Южна Каролина).

## Описание
Популацията на вида е нарастваща.